# Stefano Bolla
Stefano Bolla (* 8. Juni 1946 in Sorengo) ist ein Schweizer Anwalt, Notar in Lugano, Lokalhistoriker und Publizist.

## Leben
Stefano Bolla ist ein Sohn von Ferruccio aus Castro TI. Nach der obligatorischen Schulzeit in Lugano und dem Gymnasium in Lausanne besuchte er die juristische Fakultät der Universität Bern, die er 1972 abschloss. Nachdem er 1974 im Kanton Tessin das kantonale Anwaltspatent und 1975 das Notariatspatent erworben hatte, begann er seine berufliche Laufbahn in der Kanzlei seines Vaters, Ferruccio Bolla, die er später zusammen mit Rechtsanwalt Rocco Bonzanigo von 1982 bis 2019 als Mitinhaber führte. Er ist Anwalt of Counsel der Anwaltskanzlei Collegal seit 2020.
Von 1984 bis 2000 war er Mitglied der kollegialen Redaktion des Repertorio di giurisprudenza patria, einer Tessiner Rechtszeitschrift, die von 1881 bis 2000 ununterbrochen erschien und für ihn eine Art Familienerbe darstellte, da auch sein Urgrossvater Stefano Gabuzzi, sein Grossvater Arnaldo Bolla und sein Vater Ferruccio Bolla an der Spitze der Redaktion standen. Stefano Bolla war Mitglied der Tessiner Kommission für die Weiterbildung der Juristen (von 1988 bis 1995), Mitglied der kantonalen Kommission für das Anwaltsexamen und Verantwortlicher für die berufsethischen Kurse für junge Juristen am Centro di studi bancari in Vezia von 2000 bis 2006 sowie Mitglied der Commissione cantonale dei monumenti storici von 1992 bis 1996.
Stefano Bolla präsidiert oder präsidierte Stiftungen, die kulturelle Ziele verfolgen, wie die Jacob-Piazza-Stiftung in Olivone und die Dr. Hans Dietler-Kottmann-Stiftung in Lugano, die im Bereich der Erhaltung des kulturellen Erbes tätig sind. Er widmet sich auch der Forschung und der Veröffentlichung von kurzen Studien und Artikeln, die vor allem darauf abzielen, historische und ikonographische Tessiner Dokumente aus einer anthropologischen Perspektive zu interpretieren.

## Schriften
- Olivone e i suoi dintorni. La scoperta delle Alpi bleniesi nell’iconografia e in un raro opuscolo di fine Ottocento. Edizioni Casagrande, Bellinzona 1993.
- Una rivoluzione immaginaria. I fatti ticinesi del 1839 e 1841 ritratti del vero. Mailand 1993.
- Oltre i silenzi della lettura. Spazio e tempo del libro in Ticino: note in margine all’inventario dei „Libri di proprietà del sig. Giuseppe Vanelli“ (1781–1824). In: Archivio Storico Ticinese. Nr. 113, Casagrande, Bellinzona 1993.
- La rappresentazione cartografica del territorio. In: Storia della Svizzera italiana dal Cinquecento al Settecento. (Hrsg.) Raffaello Ceschi, Casagrande, Bellinzona 2000S, S. 501–526.
- Il futuro della giustizia popolare in aforismi. In: La giustizia popolare (Hrsg.) Mario Fransioli, Armando Dadò Editore, Locarno 2001.
- Il matto, il Nestore e il veleno giuridico. Diritto penale ticinese e follia nell’altro processo Scazziga (1891–1893). In: Un inquieto ricercare. Scritti offerti a Pio Caroni. Casagrande, Bellinzona 2004.
- Descrizione della Valle di Blenio tra Settecento e Ottocento. Acquarossa 2010.
- L’avvocato con gli stivali. L’immagine popolare dell’avvocato e la fiaba di Charles Perrault. Edizioni Casagrande, Bellinzona 2008.
- Cartografia di una valle alpina. La valle di Blenio (1500–1865). Edizioni Casagrande, Bellinzona 2023.